# 恋愛修学旅行
『恋愛修学旅行』（れんあいしゅうがくりょこう）は、1934年に公開された清水宏監督の日本映画。

## スタッフ
以下のスタッフ名はKINENOTEに従った。
- 監督 - 清水宏
- 脚本 - 荒田正男
- 原作 - 源尊彦
- 撮影 - 野村昊

## キャスト
- 大日方伝[1] - 岩崎[3]
- 桑野通子[1] - A子[3]
- 小藤田正一[4] - 弟・一郎[3]
- 近衛敏明[4] - 紳士・木村[3]
- 若水絹子[2][4] - 女旅芸人・お糸[3]
- 横山準[2] - その子供・新吉[3]
- 山口勇 - 曲馬団団長[3]
- 高杉早苗[1] - 曲馬団の娘・マリ子[3]
- 久原良子 - 村の花嫁[3]
- 大山健二[3]
- 日守新一[3]